# Comuna Malmö
Malmö (Malmö kommun) este o comună din comitatul Skåne län, Suedia, cu o populație de 312.994 locuitori (2013).

## Geografie

### Zone urbane
Lista celor mai mari zone urbane din comună (anul 2015) conform Biroului Central de Statistică al Suediei:
| Nr | Zona urbană    | Pop.    |
| -- | -------------- | ------- |
| 1  | Malmö          | 301.706 |
| 2  | Bunkeflostrand | 13.048  |
| 3  | Oxie           | 12.665  |
| 4  | Tygelsjö       | 3.420   |
| 5  | Vintrie        | 777     |
| 6  | Skumparp       | 225     |

## Demografie
| \| Evoluția demografică în comuna Malmö, 1970–2015 \| Evoluția demografică în comuna Malmö, 1970–2015 \| Evoluția demografică în comuna Malmö, 1970–2015 \| Evoluția demografică în comuna Malmö, 1970–2015 \| Evoluția demografică în comuna Malmö, 1970–2015 \| \| ----------------------------------------------------------------------------------------------------- \| ----------------------------------------------- \| ----------------------------------------------- \| ----------------------------------------------- \| ----------------------------------------------- \| \| An \| \| \| Locuitori \| \| \| 1970 \| 1970 \| \| 264563 \| 264563 \| \| 1975 \| 1975 \| \| 243591 \| 243591 \| \| 1980 \| 1980 \| \| 233803 \| 233803 \| \| 1985 \| 1985 \| \| 229936 \| 229936 \| \| 1990 \| 1990 \| \| 233887 \| 233887 \| \| 1995 \| 1995 \| \| 245699 \| 245699 \| \| 2000 \| 2000 \| \| 259579 \| 259579 \| \| 2005 \| 2005 \| \| 271271 \| 271271 \| \| 2010 \| 2010 \| \| 298963 \| 298963 \| \| 2015 \| 2015 \| \| 322574 \| 322574 \| \| Sursa: SCB - Statistika Centralbyrån, Folkmängd efter region, civilstånd, ålder och kön. År 1968–2016 \| \| \| \| \| |      |  |           |        |
| Evoluția demografică în comuna Malmö, 1970–2015 |      |  |           |        |
| An |      |  | Locuitori |        |
| 1970 | 1970 |  | 264563    | 264563 |
| 1975 | 1975 |  | 243591    | 243591 |
| 1980 | 1980 |  | 233803    | 233803 |
| 1985 | 1985 |  | 229936    | 229936 |
| 1990 | 1990 |  | 233887    | 233887 |
| 1995 | 1995 |  | 245699    | 245699 |
| 2000 | 2000 |  | 259579    | 259579 |
| 2005 | 2005 |  | 271271    | 271271 |
| 2010 | 2010 |  | 298963    | 298963 |
| 2015 | 2015 |  | 322574    | 322574 |
| Sursa: SCB - Statistika Centralbyrån, Folkmängd efter region, civilstånd, ålder och kön. År 1968–2016 |      |  |           |        |